# Лен Райт
Ліонель Персі Райт (англ. Lionel Percy Wright, відомий також як Лен Райт; 1923–2010) — англійський письменник-фантаст. Всі його фантастичні твори публіковалися під криптонімом "Лен Райт". Перше оповідання Райта "Operation Exodus" було опубліковано в журналі Нові світи в 1952.  "Dream World" публіковалася в журналі Науково-фантастична туманність #21, травень 1957. 

## Книги
- Хто каже про завоювання? (Who Speaks of Conquest?) (1956) Ace Books в співавторстві з Дональдом Воллгаймом The Earth in Peril.
- A Man Called Destiny (1958) Ace Books разом з  Робертом Сілвебергом Stepsons of Terra.
- Призначення Лютера (Assignment Luther) (1963)
- Вигнання з Ксанаду (Exile From Xanadu) (1964) Ace Books разом з Фредом СейберхегеномThe Golden People.
- Остання надія Землі (The Last Hope of Earth) (1965)
- Картинки Паванни (The Pictures of Pavanne) (1968)

В періоді з 1952 до 1963, Райт також був постійним автором в різних науково фантастичних журналах Англії, в тому числі Нові світи та Наукове фентезі. Райт припинив писати фантастику після 1968.
Райт одружений, жив в  Вотфорді та працював в British Railways. Він був "палким" любителем крикету.